# 増本甲吉
増本 甲吉（ますもと こうきち、1904年（明治37年）1月1日 - 1991年（平成3年）3月14日）は、日本の拓務・内務官僚、国会職員。最後の官選岐阜県知事。

## 経歴
現在の大阪府羽曳野市出身。増本有吉の五男として生まれる。第三高等学校を卒業。1925年11月、高等試験行政科試験に合格。1926年、東京帝国大学法学部法律学科を卒業し、日本電力株式会社に入社。1929年、拓務省に入省し、拓殖局属となる。
以後、台湾総督府事務官、拓務書記官、樺太庁内務部長、石川県内務部長などを歴任。
1947年3月、前任の桃井直美が知事選に出馬のため辞任したことに伴い岐阜県知事に就任。県議会議員選挙、知事選挙などを執行して同年4月に知事を退任。1957年、参議院社会労働委員会調査室専門員となり、さらに同法務委員会調査室専門員を務め、1965年1月に定年退職した。